# Salvatore Pappacoda, II principe di Centola
, II principe di Centola (Pisciotta, 28 giugno 1688 – Napoli, 16 aprile 1744), è stato un nobile e politico italiano.

## Biografia
Salvatore Pappacoda nacque a Pisciotta, nei pressi di Salerno, il 28 giugno 1688, figlio primogenito di Domenico, I principe di Centola, e di sua moglie Giovanna Pappacoda dei principi di Triggiano. Suo zio fu il letterato Federico Pappacoda.
Alla morte del padre nel 1723, gli succedette nei titoli e nei feudi di famiglia e da subito fu in grado di porsi in rilievo nella corte di Napoli, venendo inviato il 9 aprile 1734 con altri nobili napoletani ad omaggiare Carlo III di Borbone al suo arrivo a Maddaloni. In quell'occasione, Salvatore pronunciò una breve orazione e offrì al nuovo sovrano le chiavi della città. Guadagnatasi la fiducia di Manuel de Benavides y Aragón, conte di Santisteban, primo segretario di stato del Regno di Napoli e figura molto vicina al giovane sovrano, Salvatore si spianò la carriera nella vita pubblica. Ottenuto il grado di maresciallo di campo, ebbe il compito assieme ad altri grandi aristocratici napoletani di ottenere il giuramento della popolazione al nuovo governo nelle varie parti del regno.
Nel 1736 divenne membro della giunta per la riforma delle università del regno; in quello stesso anno divenne reggente della Vicaria dopo le dimissioni di Marcello Carafa, reggendo tale incarico sino alla fine del 1738 quando dovette cedere la carica per il suo ingresso nel consiglio di stato, carica che raggiunse ancora una volta con l'appoggio del potente conte di Santisteban, il quale cercò addirittura invano di candidarlo al ruolo di viceré di Sicilia.
Carlo III lo ammise a corte col grado di gentiluomo e favorì il suo matrimonio con Costanza Eleonora Giudice, una ricca ereditiera dell'aristocrazia napoletana, la quale era inoltre cugina dello stesso Salvatore per parte di madre. Nominato cavaliere dell'Ordine di San Gennaro, ottenne il grandato di Spagna di I classe.
Ammalatosi gravemente, Salvatore morì a Napoli nell'aprile del 1744. Non avendo avuto eredi, gli succedette il fratello Giuseppe nei titoli di famiglia.

## Matrimonio e figli
Il 15 settembre 1737, Salvatore sposò Costanza Eleonora del Giudice, principessa di Cellamare, figlia di Antonio del Giudice, principe di Cellamare, e della moglie di questi, la principessa romana Camilla Borghese. A quest'ultima, Costanza Eleonora fu sempre particolarmente legata al punto da riuscire difficilmente ad integrarsi nella società napoletana, preferendo invece soggiornare a Roma, dove spesso costringeva anche il marito a rimanere, acuendo la loro naturale incompatibilità. La coppia ebbe insieme una figlia:
- Maria Anna (n./m. 1738)

## Genealogia
|                                                |                                                   |                                                      | Genitori                                              |  |  | Nonni |  |  | Bisnonni                                            |  |  | Trisnonni                                 |  |
|                                                |                                                   |                                                      |                                                       |  |  |       |  |  | Nicola Federico Pappacoda, II marchese di Pisciotta |  |  | Cesare Pappacoda, I marchese di Pisciotta |  |
|                                                |                                                   |                                                      |                                                       |  |  |       |  |  | Nicola Federico Pappacoda, II marchese di Pisciotta |  |  | Cesare Pappacoda, I marchese di Pisciotta |  |
|                                                |                                                   | Aurelia della Marra                                  |                                                       |  |  |       |  |  | Nicola Federico Pappacoda, II marchese di Pisciotta |  |  |                                           |  |
| Francesco Pappacoda, III marchese di Pisciotta |                                                   |                                                      |                                                       |  |  |       |  |  | Nicola Federico Pappacoda, II marchese di Pisciotta |  |  |                                           |  |
|                                                |                                                   | Porzia Mattei                                        | Mario Mattei, barone di Paganica                      |  |  |       |  |  |                                                     |  |  |                                           |  |
|                                                |                                                   | Porzia Mattei                                        | Mario Mattei, barone di Paganica                      |  |  |       |  |  |                                                     |  |  |                                           |  |
|                                                |                                                   | Porzia Mattei                                        | Prudenzia Cenci                                       |  |  |       |  |  |                                                     |  |  |                                           |  |
| Domenico Pappacoda, I principe di Centola      |                                                   | Porzia Mattei                                        |                                                       |  |  |       |  |  |                                                     |  |  |                                           |  |
|                                                |                                                   | Giovanni Girolamo Gesualdo, signore di Santo Stefano | Fabio Gesualdo, signore di Pescopagano                |  |  |       |  |  |                                                     |  |  |                                           |  |
|                                                |                                                   | Giovanni Girolamo Gesualdo, signore di Santo Stefano | Fabio Gesualdo, signore di Pescopagano                |  |  |       |  |  |                                                     |  |  |                                           |  |
|                                                |                                                   | Giovanni Girolamo Gesualdo, signore di Santo Stefano | Laura Loffredo                                        |  |  |       |  |  |                                                     |  |  |                                           |  |
| Livia Gesualdo                                 |                                                   | Giovanni Girolamo Gesualdo, signore di Santo Stefano |                                                       |  |  |       |  |  |                                                     |  |  |                                           |  |
|                                                |                                                   | Livia de Silva                                       | Luigi Alfonso de Silva                                |  |  |       |  |  |                                                     |  |  |                                           |  |
|                                                |                                                   | Livia de Silva                                       | Luigi Alfonso de Silva                                |  |  |       |  |  |                                                     |  |  |                                           |  |
|                                                |                                                   | Livia de Silva                                       | Livia Minutolo                                        |  |  |       |  |  |                                                     |  |  |                                           |  |
| Salvatore Pappacoda, II principe di Centola    |                                                   | Livia de Silva                                       |                                                       |  |  |       |  |  |                                                     |  |  |                                           |  |
|                                                | Ercole Pappacoda, III marchese di Capurso ex uxor | Cesare Pappacoda                                     |                                                       |  |  |       |  |  |                                                     |  |  |                                           |  |
|                                                | Ercole Pappacoda, III marchese di Capurso ex uxor | Cesare Pappacoda                                     |                                                       |  |  |       |  |  |                                                     |  |  |                                           |  |
|                                                | Ercole Pappacoda, III marchese di Capurso ex uxor | Caterina Toraldo                                     |                                                       |  |  |       |  |  |                                                     |  |  |                                           |  |
| Giuseppe Pappacoda, I principe di Triggiano    | Ercole Pappacoda, III marchese di Capurso ex uxor |                                                      |                                                       |  |  |       |  |  |                                                     |  |  |                                           |  |
|                                                |                                                   | Giovanna Pappacoda, III marchesa di Capurso          | Gisulfo Pappacoda, II marchese di Capurso             |  |  |       |  |  |                                                     |  |  |                                           |  |
|                                                |                                                   | Giovanna Pappacoda, III marchesa di Capurso          | Gisulfo Pappacoda, II marchese di Capurso             |  |  |       |  |  |                                                     |  |  |                                           |  |
|                                                |                                                   | Giovanna Pappacoda, III marchesa di Capurso          | Isabella Frangipani della Tolfa                       |  |  |       |  |  |                                                     |  |  |                                           |  |
| Giovanna Pappacoda di Triggiano                |                                                   | Giovanna Pappacoda, III marchesa di Capurso          |                                                       |  |  |       |  |  |                                                     |  |  |                                           |  |
|                                                |                                                   | Michele Cavaniglia, II duca di San Giovanni Rotondo  | Francesco Cavaniglia, signore di San Giovanni Rotondo |  |  |       |  |  |                                                     |  |  |                                           |  |
|                                                |                                                   | Michele Cavaniglia, II duca di San Giovanni Rotondo  | Francesco Cavaniglia, signore di San Giovanni Rotondo |  |  |       |  |  |                                                     |  |  |                                           |  |
|                                                |                                                   | Michele Cavaniglia, II duca di San Giovanni Rotondo  | Faustina Caracciolo di Brienza                        |  |  |       |  |  |                                                     |  |  |                                           |  |
| Elena Cavaniglia                               |                                                   | Michele Cavaniglia, II duca di San Giovanni Rotondo  |                                                       |  |  |       |  |  |                                                     |  |  |                                           |  |
|                                                |                                                   | Eleonora Cavaniglia                                  | Diego Cavaniglia                                      |  |  |       |  |  |                                                     |  |  |                                           |  |
|                                                |                                                   | Eleonora Cavaniglia                                  | Diego Cavaniglia                                      |  |  |       |  |  |                                                     |  |  |                                           |  |
|                                                |                                                   | Eleonora Cavaniglia                                  | Luigia Caracciolo                                     |  |  |       |  |  |                                                     |  |  |                                           |  |
|                                                |                                                   | Eleonora Cavaniglia                                  |                                                       |  |  |       |  |  |                                                     |  |  |                                           |  |